# Peptyd C

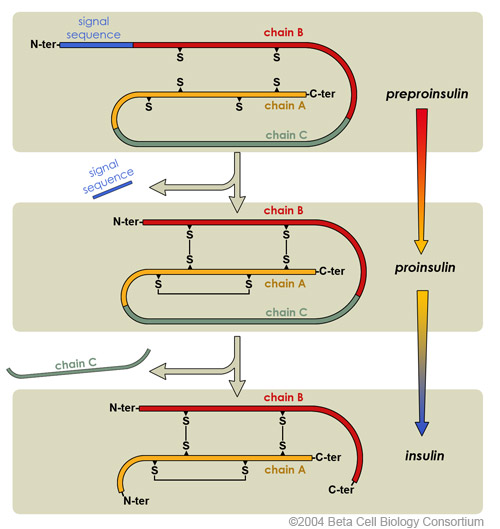
Schemat powstawania i obróbki insuliny. Z pierwotnego preprołańcucha insuliny odcinana jest sekwencja sygnałowa (ang. signal sequence), a następnie peptyd (łańcuch) C (ang. chain C), by powstała insulina.

Peptyd C – peptyd składający się z ok. 31 reszt aminokwasowych, część cząsteczki proinsuliny łącząca łańcuchy A i B insuliny. Peptyd C jest wycinany podczas uwalniania insuliny z trzustki i razem z nią dostaje się do krwiobiegu. Powstaje w związku z tym w stosunku 1:1 z cząsteczkami insuliny.
Osoby nie wytwarzające insuliny (na przykład chore na cukrzycę typu 1) nie wytwarzają też peptydu C. Peptyd C pozwala też diagnozować insulinooporność - jest wtedy podwyższony przy zachowanej, prawidłowej glikemii i bywa zwykle podwyższony w przypadku nieprawidłowej tolerancji węglowodanów (zob. cukrzyca).  
Stężenie peptydu C we krwi odpowiada stężeniu wydzielanej insuliny, stąd zastosowanie peptydu C jako markera. U osób przyjmujących preparaty insuliny pozwala ocenić zachowanie wydzielania endogennej insuliny. Przy diagnozowaniu cukrzycy, podwyższone lub prawidłowe stężenie peptydu C wskazuje na cukrzycę 2 typu, niskie – na cukrzycę typu 1. 
W przypadku cukrzycy typu 2 poziom peptydu C pozwala na optymalny dobór leku – przy normalnym i wysokim poziomie lepsze wyniki daje podawanie biguanidów (np. metforminy), przy obniżonym zwykle stosuje się pochodne sulfonylomocznika (najczęściej glimepiryd), czasem w skojarzeniu z innymi lekami. Nowszą formą leczenia jest zastosowanie leków inkretynowych oraz inhibitorów SGLT-2 (flozyn). Leki te można stosować samodzielnie, jak i z metforminą czy inhibitorami α-glukozydazy (np. akarboza) lub pochodnymi sulfonylomocznika, od 2019 są często stosowane jako leki pierwszego rzutu w każdej cukrzycy typu 2 niezależnie od poziomu peptydu C.